# Campeonato Europeu de Atletismo em Pista Coberta de 2011 - 60 m masculino
A prova dos 60 metros masculino do Campeonato Europeu de Atletismo em Pista Coberta de 2011 foi disputada entre 5 e 6 de março de 2011 na AccorHotels Arena em Paris, França.

## Recordes
Antes desta competição, os recordes mundiais e do campeonato nesta prova eram os seguintes:
|                       | Nome           | Nacionalidade  | Tempo | Local         | Data                                      |
| --------------------- | -------------- | -------------- | ----- | ------------- | ----------------------------------------- |
| Recorde mundial       | Maurice Greene | Estados Unidos | 6s 39 | Madri Atlanta | 3 de fevereiro de 1998 3 de março de 2001 |
| Recorde do campeonato | Dwain Chambers | Reino Unido    | 6s 42 | Turim         | 7 de março de 2009                        |
| Recorde europeu       | Dwain Chambers | Reino Unido    | 6s 42 | Turim         | 7 de março de 2009                        |

## Medalhistas
| Ouro                   | Prata                | Bronze                    |
| Francis Obikwelu (PRT) | Dwain Chambers (GBR) | Christophe Lemaitre (FRA) |

## Resultados

### Bateria
Qualificação: 4 atletas de cada bateria  (Q) mais os  4 melhores qualificados (q).  
Bateria 1
| Posição. | Raia | Atleta            | Nacionalidade | Reação | Tempo | Notas           |
| -------- | ---- | ----------------- | ------------- | ------ | ----- | --------------- |
| 1        | 6    | Pascal Mancini    | Suíça         | 0.136  | 6"61  | Q,              |
| 2        | 8    | Brian Mariano     | Países Baixos | 0.162  | 6"68  | Q               |
| 3        | 1    | Rytis Sakalauskas | Lituânia      | 0.175  | 6"70  | Q, =            |
| 4        | 4    | Libor Zilka       | Chéquia       | 0.141  | 6"71  | Q               |
| 5        | 3    | Michael Tumi      | Itália        | 0.172  | 6"72  | q               |
| 6        | 2    | Christian Blum    | Alemanha      | 0.156  | 6"80  |                 |
| 7        | 5    | Federico Gorrieri | San Marino    | 0.149  | 7"13  | Recorde pessoal |
| 8        | 7    | Andrew Cavilla    | Gibraltar     | 0.258  | 7"61  |                 |

Bateria 2
| Posição. | Raia | Atleta                 | Nacionalidade        | Reação | Tempo | Notas            |
| -------- | ---- | ---------------------- | -------------------- | ------ | ----- | ---------------- |
| 1        | 8    | Francis Obikwelu       | Portugal             | 0.155  | 6"61  | Q,               |
| 2        | 7    | Martial Mbandjock      | França               | 0.168  | 6"66  | Q, =             |
| 3        | 3    | Emanuele Di Gregorio   | Itália               | 0.172  | 6"70  | Q                |
| 4        | 4    | Iván Mocholí           | Espanha              | 0.159  | 6"74  | Q                |
| 5        | 5    | Dario Horvat           | Croácia              | 0.154  | 6"81  |                  |
| 6        | 2    | Harry Aikines-Aryeetey | Reino Unido          | 0.162  | 6"94  |                  |
| 7        | 6    | Ilija Cvijetić         | Bósnia e Herzegovina | 0.137  | 6"94  | Recorde nacional |

Bateria 3
| Posição. | Raia | Atleta              | Nacionalidade | Reação | Tempo | Notas                |
| -------- | ---- | ------------------- | ------------- | ------ | ----- | -------------------- |
| 1        | 4    | Christophe Lemaitre | França        | 0.148  | 6"59  | Q                    |
| 2        | 8    | Cédric Nabe         | Suíça         | 0.154  | 6.64  | Q,                   |
| 3        | 3    | Arnaldo Abrantes    | Portugal      | 0.149  | 6"65  | Q, =                 |
| 4        | 2    | Ryan Moseley        | Áustria       | 0.141  | 6"69  | Q,                   |
| 5        | 7    | Jan Veleba          | Chéquia       | 0.156  | 6"69  | q                    |
| 6        | 6    | Ruslan Abbasov      | Azerbaijão    | 0.144  | 6"77  | Recorde da temporada |
| 7        | 5    | Jarkko Ruostekivi   | Finlândia     | 0.159  | 6"82  |                      |

Bateria 4
| Posição. | Raia | Atleta            | Nacionalidade | Reação | Tempo | Notas            |
| -------- | ---- | ----------------- | ------------- | ------ | ----- | ---------------- |
| 1        | 4    | Ronalds Arājs     | Letônia       | 0.157  | 6"70  | Q                |
| 2        | 7    | Joel Fearon       | Reino Unido   | 0.164  | 6"70  | Q                |
| 3        | 8    | Patrick van Luijk | Países Baixos | 0.173  | 6"71  | Q                |
| 4        | 3    | Stefan Tärnhuvud  | Suécia        | 0.167  | 6"72  | Q , =            |
| 5        | 2    | Hannu Hämäläinen  | Finlândia     | 0.143  | 6"75  | q                |
| 6        | 5    | Aleksandr Špajer  | Rússia        | 0.183  | 6"75  | q                |
| 7        | 6    | Arman Andreasyan  | Armênia       | 0.167  | 6"93  | Recorde nacional |

Bateria 5
| Posição. | Raia | Atleta                | Nacionalidade | Reação | Tempo | Notas |
| -------- | ---- | --------------------- | ------------- | ------ | ----- | ----- |
| 1        | 8    | Jonathan Åstrand      | Finlândia     | 0.156  | 6"70  | Q,    |
| 2        | 2    | Aljaksandr Linnik     | Bielorrússia  | 0.163  | 6"70  | Q =   |
| 3        | 4    | Dwain Chambers        | Reino Unido   | 0.164  | 6"71  | Q     |
| 4        | 7    | Ángel David Rodríguez | Espanha       | 0.160  | 6"74  | Q     |
| 5        | 5    | Ággelos Aggelákis     | Grécia        | 0.162  | 6"77  |       |
| 6        | 6    | Panayiotis Ioannou    | Chipre        | 0.161  | 6"80  |       |
| –        | 3    | Martin Keller         | Alemanha      |        | –     | DNS   |

### Semifinal
Qualificação: classificaram-se  os 2 melhores de cada bateria (Q) mais 2 melhores colocados  (q). 
Semifinal 1
| Posição. | Raia | Atleta                | Nacionalidade | Reação | Tempo | Notas |
| -------- | ---- | --------------------- | ------------- | ------ | ----- | ----- |
| 1        | 3    | Dwain Chambers        | Reino Unido   | 0.149  | 6"61  | Q     |
| 2        | 2    | Martial Mbandjock     | França        | 0.158  | 6"61  | Q,    |
| 3        | 6    | Arnaldo Abrantes      | Portugal      | 0.150  | 6"66  |       |
| 4        | 7    | Pascal Mancini        | Suíça         | 0.153  | 6"67  |       |
| 5        | 8    | Libor Zilka           | Chéquia       | 0.146  | 6"68  |       |
| 6        | 1    | Aleksandr Špajer      | Rússia        | 0.159  | 6"68  |       |
| 7        | 4    | Ángel David Rodríguez | Espanha       | 0.143  | 6"76  |       |
| 8        | 5    | Jonathan Åstrand      | Finlândia     | 0.154  | 6"77  |       |

Semifinal 2
| Posição. | Raia | Atleta               | Nacionalidade | Reação | Tempo | Notas |
| -------- | ---- | -------------------- | ------------- | ------ | ----- | ----- |
| 1        | 4    | Christophe Lemaitre  | França        | 0.146  | 6"55  | Q,    |
| 2        | 5    | Brian Mariano        | Países Baixos | 0.146  | 6"60  | Q,    |
| 3        | 7    | Emanuele Di Gregorio | Itália        | 0.159  | 6"62  | q =   |
| 4        | 6    | Cédric Nabe          | Suíça         | 0.155  | 6"62  | q     |
| 5        | 3    | Rytis Sakalauskas    | Lituânia      | 0.180  | 6"71  |       |
| 6        | 1    | Hannu Hämäläinen     | Finlândia     | 0.132  | 6"71  |       |
| 7        | 2    | Iván Mocholí         | Espanha       | 0.147  | 6"71  |       |
| 8        | 8    | Stefan Tärnhuvud     | Suécia        | 0.160  | 6.72  | =     |

Semifinal 3
| Posição. | Raia | Atleta            | Nacionalidade | Reação | Tempo | Notas |
| -------- | ---- | ----------------- | ------------- | ------ | ----- | ----- |
| 1        | 3    | Francis Obikwelu  | Portugal      | 0.164  | 6"61  | Q,    |
| 2        | 8    | Ryan Moseley      | Áustria       | 0.171  | 6"68  | Q,    |
| 3        | 4    | Joel Fearon       | Reino Unido   | 0.178  | 6"69  |       |
| 4        | 7    | Patrick van Luijk | Países Baixos | 0.171  | 6"70  |       |
| 5        | 1    | Jan Veleba        | Chéquia       | 0.154  | 6"71  |       |
| 6        | 5    | Aljaksandr Linnik | Bielorrússia  | 0.159  | 6"71  |       |
| 7        | 2    | Michael Tumi      | Itália        | 0.172  | 6"71  | =     |
| 8        | 6    | Ronalds Arājs     | Letônia       | 0.161  | 6"78  |       |

### Final
A final foi realizada às 16:55 no dia 6 de março de 2011.  
| Posição.          | Raia | Atleta               | Nacionalidade | Reação | Tempo | Notas                |
| ----------------- | ---- | -------------------- | ------------- | ------ | ----- | -------------------- |
| Medalha de ouro   | 3    | Francis Obikwelu     | Portugal      | 0.155  | 6"53  | Recorde nacional     |
| Medalha de prata  | 6    | Dwain Chambers       | Reino Unido   | 0.142  | 6"54  | Recorde da temporada |
| Medalha de bronze | 4    | Christophe Lemaitre  | França        | 0.162  | 6"58  |                      |
| 4                 | 2    | Emanuele Di Gregorio | Itália        | 0.133  | 6"59  | Recorde da temporada |
| 5                 | 7    | Martial Mbandjock    | França        | 0.148  | 6"61  | =                    |
| 6                 | 5    | Brian Mariano        | Países Baixos | 0.150  | 6"64  |                      |
| 7                 | 1    | Cédric Nabe          | Suíça         | 0.162  | 6"67  |                      |
| 8                 | 8    | Ryan Moseley         | Áustria       | 0.160  | 6"68  |                      |

Legenda
| Recorde mundial       | Recorde mundial (World record)               |                       | Recorde africano                      | Recorde africano (African) |                                           | Q | Classificado por posição (Qualified) |
| Recorde do campeonato | Recorde do campeonato (Championship record)  | Recorde da América    | Recorde da América (Americas)         | q                          | Classificado por melhor tempo (Qualified) |   |                                      |
| Melhor marca do ano   | Melhor marca do ano (World leading)          | Recorde asiático      | Recorde asiático (Asian)              | DNS                        | Não largou (Did not start)                |   |                                      |
| Recorde nacional      | Recorde nacional (National record)           | Recorde europeu       | Recorde europeu (European)            | DNF                        | Não terminou (Did not finish)             |   |                                      |
| Recorde pessoal       | Recorde pessoal do atleta (Personal best)    | Recorde da Oceania    | Recorde da Oceania (Oceania)          | DSQ / DQ                   | Desclassificado (Disqualified)            |   |                                      |
| Recorde da temporada  | Recorde da temporada do atleta (Season best) | Recorde sul-americano | Recorde sul-americano (South America) | NM                         | Sem marca (No mark)                       |   |                                      |